# Nusa Penida
Nusa Penida er en indonesisk ø beliggende sydøst for Bali i Lombokstrædet. Administrativt hører Nusa Penida, sammen med et område på Bali og de to mindre øer Nusa Ceningan og Nusa Lembongan tæt på Nusa Penida, til distriktet Klungkung i provinsen Bali.
Strædet mellem Bali og Nusa Penida hedder Badungstrædet.
Nusa Penida er bakket med en største højde på 524 meter. Klimaet er tørrere end på Bali. Nusa Penida og naboøerne Nusa Ceningan og Nusa Lembongan havde til sammen 45.178 indbyggere i 2010 og et areal på 202,6  km².
Nusa Penida er overvejende beboet af den etniske gruppe Nak Nusé De er hjemmehørende i Nusa Penida og tæt på det balinesiske fastland
8°44′S 115°32′Ø / 8.73°S 115.53°Ø